# Psicometria (paranormale)
La psicometria, dall'inglese psychometry, in parapsicologia, come nella saggistica propriamente radioestetica, viene descritta come una  qualità di percezione che permetterebbe, tramite "vibrazioni" dinamizzate da alcuni oggetti del mondo fisico, di  umanamente vedere e in taluni casi rivivere eventi passati che siano connessi a questi oggetti stessi: ad es. episodi relativi ai loro anteriori  possessori o situazioni che sarebbero inerenti, in qualche modo, ad essi.
Il significato parapsicologico di questo termine è assai diverso da quello che la parola assume in ambito scientifico (per cui si veda la voce Psicometria). In Italia, Sergio Conti è stato il primo a sostituire al termine psicometria quello di psicoscopia.

## Storia

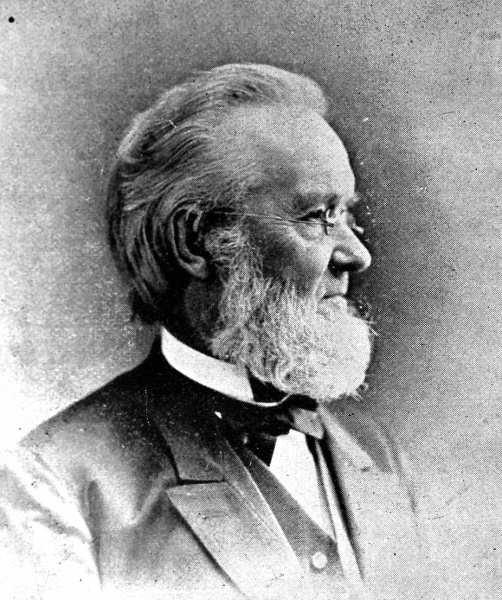
Joseph Rodes Buchanan

Questo termine venne coniato nel 1842 dallo studioso di fatti psichici anomali (in illo tempore non esisteva ancora il termine parapsicologia, né quello di metapsichica e gli studiosi facevano, genericamente, rientrare queste dinamiche straordinarie sotto la voce Mesmerismo o Magnetismo animale) Joseph Rhodes Buchanan (1814- 1899), professore all'Eclectic Medical Institute di Covingtion; egli sviluppò un'originale teoria per cui ogni realtà esistente emanerebbe una sorta di "vibrazione", per cui l'abilità del sensitivo sarebbe eventualmente quella di saperla percepire. Nel suo trattato Manual of Psychometrey: the dawn of a new civilization, Buchanan comprese sotto questo termine la sensitività, tal quale la concepiva già un Karl Reichenbach (1788-1869), il sonnambulismo, la telepatia e quel genere di apparizioni di cui vennero via via occupandosi, dalla fine del XVIII Secolo in avanti, filosofi quali Kant, Schopenhauer e il suo seguace lo psicologo  Eduard Hartmann. Le ricerche nel campo della psicometria condotte dal Buchanan, erano ancora qualitative e i risultati da lui raggiunti su questo terreno sono, invero, di valore filosofico e non appartengono propriamente alla scienza sperimentale materialista. Buchanan ha detto: "Le scoperte della psicometria ci permettono di esplorare la storia dell'uomo allo stesso modo che le scoperte geologiche ci dànno la facoltà di esplorare la storia della Terra. Io ritengo che in futuro lo psicologo e il geologo si daranno l'un l'altro la mano". Celebre, in questo genere di studi, la ricerca condotta in Messico dal medico tedesco Gustav Pagenstecher sulla personalità della signora Maria Reyes de Z., le cui facoltà psicometriche, ricorda Robert Amadou nel proprio trattato La Parapsychologie, egli rilevò nel corso di un trattamento ipnotico da questi condotto sulla donna; nel 1921 un rapporto del dottor Walter Franklin Prince, citato dallo stesso  Amadou, diede conferma ai dati offerti dalla ricerca del Pagenstecher.  
Tra gli altri autori contemporanei che hanno trattato l'argomento, ci ha lasciato una testimonianza, la sonnambula irlandese Eileen J. Garrett, che ne ha discusso nella sua autobiografia.

## Nelle arti
Nell'universo fantascientifico di Guerre stellari la "psicometria" è un potere della Forza, che viene usato per "leggere" memorie del passato rimaste impresse su oggetti inanimati. Il personaggio fantascientifico Quinlan Vos aveva una forte conoscenza in questo potere, tanto da riuscire a leggere le memorie di esseri viventi. Anche Cal Kestis, protagonista del videogioco Star Wars: Jedi Fallen Order può usarla.
Numerosi personaggi dei fumetti annoverano questa capacità tra i loro superpoteri. Uno dei più celebri è Abraham Sapien, un personaggio della serie a fumetti e dei film di Hellboy.
Anche nella serie televisiva Heroes, il personaggio di Sylar possiede l'abilità di capire la storia di un oggetto.
È facoltà presente anche nella serie televisiva della BBC Prigionieri delle pietre, il personaggio di Matt percepisce ciò che accade al dottor Lyle quando cerca di uscire dal cerchio megalitico di Milbury, indossando un guanto dimenticato a casa sua.
Nel romanzo Cavie di Chuck Palahniuk, la Contessa Preveggenza (Claire Upton) ha questa abilità. 
Arthur Conan Doyle, fervente indagatore di enigmi occultistici, dedica uno dei suoi "Racconti del Mistero", L'imbuto di cuoio, a un tema affine, narrando la storia di un personaggio capace di ricostruire il vissuto connesso a un dato oggetto, mediante una prova di "psicoonirometria" cui acconsente di sottoporsi.